# Kobaltvleugelparkiet
De kobaltvleugelparkiet (Brotogeris cyanoptera) is een vogel uit de familie Psittacidae (papegaaien van Afrika en de Nieuwe Wereld).

## Verspreiding en leefgebied
Deze soort komt voor in het westelijke Amazonebekken en telt drie ondersoorten:
- B. c. cyanoptera: van zuidoostelijk Colombia en zuidelijk Venezuela tot oostelijk Peru en het westelijke deel van Centraal-Brazilië.
- B. c. gustavi: noordelijk Peru.
- B. c. beniensis: noordelijk Bolivia.

## Status
De grootte van de populatie is niet gekwantificeerd maar de soort wordt omschreven als algemeen. Op de Rode lijst van de IUCN heeft deze soort de status niet bedreigd.